# Fußball-Club Energie Cottbus 2005-2006
Questa voce raccoglie le informazioni riguardanti il Energie Cottbus nelle competizioni ufficiali della stagione 2005-2006.

## Stagione
Nella stagione 2005-2006 l'Energie Cottbus, allenato da Petrik Sander, concluse il campionato di 2. Bundesliga al 3º posto. In Coppa di Germania l'Energie Cottbus fu eliminato al secondo turno dallo Arminia Bielefeld.

## Rosa
| N. |                        | Ruolo | Calciatore         |
| -- | ---------------------- | ----- | ------------------ |
| 1  | Germania (bandiera)    | P     | André Thoms        |
| 2  | Germania (bandiera)    | A     | Steffen Baumgart   |
| 3  | Brasile (bandiera)     | D     | Sidney             |
| 4  | Canada (bandiera)      | D     | Kevin McKenna      |
| 5  | Stati Uniti (bandiera) | D     | Gregg Berhalter    |
| 6  | Brasile (bandiera)     | D     | Vragel da Silva    |
| 7  | Germania (bandiera)    | C     | Timo Rost          |
| 8  | Ghana (bandiera)       | A     | Lawrence Aidoo     |
| 9  | Camerun (bandiera)     | A     | Francis Kioyo      |
| 11 | Germania (bandiera)    | C     | Markus Dworrak     |
| 12 | Germania (bandiera)    | P     | Gunnar Berntsen    |
| 13 | Germania (bandiera)    | C     | Sebastian Schuppan |

| N. |                                 | Ruolo | Calciatore        |
| -- | ------------------------------- | ----- | ----------------- |
| 14 | Ungheria (bandiera)             | D     | Zoltán Szélesi    |
| 15 | Germania (bandiera)             | C     | Lars Jungnickel   |
| 17 | Germania (bandiera)             | D     | Daniel Ziebig     |
| 19 | Germania (bandiera)             | D     | Benjamin Schöckel |
| 21 | Polonia (bandiera)              | C     | Tomasz Bandrowski |
| 22 | Turchia (bandiera)              | A     | Kenan Şahin       |
| 23 | Bosnia ed Erzegovina (bandiera) | P     | Tomislav Piplica  |
| 25 | Rep. Ceca (bandiera)            | D     | Martin Hyský      |
| 26 | Francia (bandiera)              | A     | Daniel Gómez      |
| 27 | Germania (bandiera)             | C     | Daniel Gunkel     |
| 29 | Romania (bandiera)              | A     | Sergiu Radu       |

## Organigramma societario
Area tecnica
- Allenatore: Petrik Sander
- Allenatore in seconda: Thomas Hoßmang
- Preparatore dei portieri: Thomas Köhler
- Preparatori atletici:

## Calciomercato

### Sessione estiva
| Acquisti | Acquisti       | Acquisti             | Acquisti |
| R.       | Nome           | da                   | Modalità |
| -------- | -------------- | -------------------- | -------- |
| A        | Daniel Gómez   | Alemannia Aquisgrana |          |
| A        | Lawrence Aidoo | Norimberga           |          |
| C        | Markus Dworrak | Rot-Weiß Erfurt      |          |
| A        | Francis Kioyo  | Rot-Weiss Essen      |          |
| D        | Kevin McKenna  | Hearts               |          |
| A        | Sergiu Radu    | Progresul Bucarest   |          |
| D        | Sidney         | Rot-Weiss Essen      |          |

| Cessioni | Cessioni            | Cessioni         | Cessioni |
| R.       | Nome                | da               | Modalità |
| -------- | ------------------- | ---------------- | -------- |
| C        | Youssef Mokhtari    | Colonia          |          |
| C        | Björn Brunnemann    | Rot-Weiß Erfurt  |          |
| A        | Brent Fisher        | Start            |          |
| A        | Adrian Iordache     | Levadeiakos      |          |
| D        | Patrick Jahn        | Hansa Rostock II |          |
| C        | Zsolt Löw           | Hansa Rostock    |          |
| C        | Torsten Mattuschka  | Union Berlino    |          |
| C        | Norbert Mészáros    | Debrecen         |          |
| C        | Adebowale Ogungbure | Sachsen Lipsia   |          |
| C        | Tom Schikora        | Wattenscheid 09  |          |
| D        | Rayk Schröder       | Carl Zeiss Jena  |          |

### Sessione invernale
| Acquisti | Acquisti      | Acquisti | Acquisti |
| R.       | Nome          | da       | Modalità |
| -------- | ------------- | -------- | -------- |
| D        | Daniel Ziebig | Amburgo  |          |

| Cessioni | Cessioni | Cessioni | Cessioni |
| R.       | Nome     | da       | Modalità |
| -------- | -------- | -------- | -------- |

## Risultati

### 2. Bundesliga

#### Girone di andata
| Arbitro: | Schalk |

|                                |           |            |
| Berhalter 75’ (rig.) Kioyo 89’ | Marcatori | 21’ Rische |

| Arbitro: | Meyer |

|                   |           |               |
| Edu 29’ Drsek 59’ | Marcatori | 9’, 90’ Kioyo |

| Arbitro: | Frank |

|                |           |                 |
| Jungnickel 70’ | Marcatori | 35’, 54’ Ndjeng |

| Arbitro: | Brombacher |

|                                |           |                                |
| Barletta 24’ Spizak 71’ (rig.) | Marcatori | 35’, 53’, 65’ McKenna 69’ Radu |

| Arbitro: | Perl |

|                                                      |           |            |
| Dworrak 27’ Radu 39’, 65’ Jungnickel 87’ McKenna 89’ | Marcatori | 82’ Meijer |

| Arbitro: | Schempershauwe |

|  |           |           |
|  | Marcatori | 82’ Şahin |

| Arbitro: | Wack |

|           |           |  |
| Gómez 58’ | Marcatori |  |

| Arbitro: | Pickel |

|                                  |           |                       |
| Federico 59’, 76’ Masmanidis 75’ | Marcatori | 39’ Kioyo 85’ McKenna |

| Arbitro: | Kempter |

|                    |           |  |
| Kioyo 32’ Radu 54’ | Marcatori |  |

| Arbitro: | Kuhl |

|            |           |                       |
| Örtülü 90’ | Marcatori | 45’, 63’, 90’ McKenna |

| Arbitro: | Fischer |

|                                       |           |          |
| Koejoe 36’, 55’ Antar 74’ Kruppke 83’ | Marcatori | 46’ Radu |

| Cottbus 4 novembre 2005, ore 19:00 CET 12ª giornata | Energie Cottbus | 0 – 0 referto | LR Ahlen | Stadion der Freundschaft (11 000 spett.)\| Arbitro: \| Grudzinski \| |
| Arbitro:                                            | Grudzinski      |               |          |                                                                      |

| Rostock 21 novembre 2005, ore 20:15 CET 13ª giornata | Hansa Rostock | 0 – 0 referto | Energie Cottbus | Ostseestadion (22 000 spett.)\| Arbitro: \| Brych \| |
| Arbitro:                                             | Brych         |               |                 |                                                      |

| Arbitro: | Weiner |

|          |           |                          |
| Radu 45’ | Marcatori | 31’ Andreasen 70’ Eigler |

| Arbitro: | Stark |

|            |           |          |
| Bröker 30’ | Marcatori | 45’ Rost |

| Arbitro: | Schriever |

|                 |           |              |
| Rost 77’ (rig.) | Marcatori | 8’, 47’ Dorn |

| Arbitro: | Kinhöfer |

|                             |           |                         |
| Kolomazník 22’ Agostino 83’ | Marcatori | 43’, 68’ Silva 66’ Radu |

#### Girone di ritorno
| Arbitro: | Wagner |

|  |           |            |
|  | Marcatori | 76’ Júnior |

| Paderborn 5 febbraio 2006, ore 15:00 CET 20ª giornata | Paderborn | 0 – 0 referto | Energie Cottbus | Hermann-Löns-Stadion (4 386 spett.)\| Arbitro: \| Welz \| |
| Arbitro:                                              | Welz      |               |                 |                                                           |

| Arbitro: | Stachowiak |

|            |           |  |
| Gunkel 79’ | Marcatori |  |

| Aquisgrana 20 febbraio 2006, ore 20:15 CET 22ª giornata | Alemannia Aquisgrana | 0 – 0 referto | Energie Cottbus | Stadio Tivoli (16 515 spett.)\| Arbitro: \| Drees \| |
| Arbitro:                                                | Drees                |               |                 |                                                      |

| Arbitro: | Schößling |

|                                     |           |             |
| Gunkel 50’, 90’ Silva 66’ Kioyo 85’ | Marcatori | 20’ Bogavac |

| Arbitro: | Anklam |

|                                   |           |                         |
| Juskowiak 35’ Emmerich 44’ (rig.) | Marcatori | 58’ Radu 77’ Jungnickel |

| Arbitro: | Schmidt |

|  |           |           |
|  | Marcatori | 90’ Kioyo |

| Cottbus 12 marzo 2006, ore 15:00 CET 25ª giornata | Energie Cottbus | 0 – 0 referto | Karlsruhe | Stadion der Freundschaft (8 740 spett.)\| Arbitro: \| Kinhöfer \| |
| Arbitro:                                          | Kinhöfer        |               |           |                                                                   |

| Arbitro: | Walz |

|  |           |                         |
|  | Marcatori | 23’ Jungnickel 49’ Radu |

| Arbitro: | Brych |

|  |           |          |
|  | Marcatori | 9’ Jäger |

| Arbitro: | Sippel |

|                     |           |                 |
| Radu 23’ Ziebig 45’ | Marcatori | 71’ (rig.) Aogo |

| Arbitro: | Grudzinski |

|  |           |           |
|  | Marcatori | 52’ Kioyo |

| Arbitro: | Fischer |

|               |           |  |
| Radu 33’, 90’ | Marcatori |  |

| Arbitro: | Weiner |

|               |           |                      |
| Mijatović 31’ | Marcatori | 86’ (rig.) Berhalter |

| Cottbus 3 maggio 2006, ore 17:30 CEST 32ª giornata | Energie Cottbus | 0 – 0 referto | Dinamo Dresda | Stadion der Freundschaft (17 000 spett.)\| Arbitro: \| Gräfe \| |
| Arbitro:                                           | Gräfe           |               |               |                                                                 |

| Arbitro: | Fleischer |

|               |           |  |
| Dorn 41’, 64’ | Marcatori |  |

| Arbitro: | Meyer |

|                                            |           |              |
| Berhalter 42’ (rig.) Silva 54’ McKenna 78’ | Marcatori | 21’ Agostino |

### Coppa di Germania
| Arbitro: | Fandel |

|                                                            |                      |                                               |
| Bemben 12’ (rig.) Boskovic 55’                             | Marcatori            | 56’ Kioyo 60’ Radu                            |
| Lorenzón Boskovic Younga-Mouhani Bemben Haeldermans Larsen | Tiri di rigore 4 – 5 | Sidney Radu Schöckel Jungnickel Şahin Piplica |

| Arbitro: | Schmidt |

|                  |           |          |
| Küntzel 23’, 56’ | Marcatori | 9’ Gómez |

## Statistiche

### Statistiche di squadra
| Competizione      | Punti | In casa | In casa | In casa | In casa | In casa | In casa | In trasferta | In trasferta | In trasferta | In trasferta | In trasferta | In trasferta | Totale | Totale | Totale | Totale | Totale | Totale | DR  |
| Competizione      | Punti | G       | V       | N       | P       | Gf      | Gs      | G            | V            | N            | P            | Gf           | Gs           | G      | V      | N      | P      | Gf     | Gs     | DR  |
| ----------------- | ----- | ------- | ------- | ------- | ------- | ------- | ------- | ------------ | ------------ | ------------ | ------------ | ------------ | ------------ | ------ | ------ | ------ | ------ | ------ | ------ | --- |
| 2. Bundesliga     | 58    | 17      | 9       | 3       | 5       | 25      | 13      | 17           | 7            | 7            | 3            | 24           | 20           | 34     | 16     | 10     | 8      | 49     | 33     | +16 |
| Coppa di Germania | -     | 0       | 0       | 0       | 0       | 0       | 0       | 2            | 0            | 1            | 1            | 3            | 4            | 2      | 0      | 1      | 1      | 3      | 4      | -1  |
| Totale            | 58    | 17      | 9       | 3       | 5       | 25      | 13      | 19           | 7            | 8            | 4            | 27           | 24           | 36     | 16     | 11     | 9      | 52     | 37     | +15 |

### Andamento in campionato
| Giornata  | 1 | 2 | 3  | 4 | 5 | 6 | 7 | 8 | 9 | 10 | 11 | 12 | 13 | 14 | 15 | 16 | 17 | 18 | 19 | 20 | 21 | 22 | 23 | 24 | 25 | 26 | 27 | 28 | 29 | 30 | 31 | 32 | 33 | 34 |
| --------- | - | - | -- | - | - | - | - | - | - | -- | -- | -- | -- | -- | -- | -- | -- | -- | -- | -- | -- | -- | -- | -- | -- | -- | -- | -- | -- | -- | -- | -- | -- | -- |
| Luogo     | C | T | C  | T | C | T | C | T | C | T  | T  | C  | T  | C  | T  | C  | T  | C  | T  | C  | T  | C  | T  | T  | C  | T  | C  | C  | T  | C  | T  | C  | T  | C  |
| Risultato | V | N | P  | V | V | V | V | P | V | V  | P  | N  | N  | P  | N  | P  | V  | P  | N  | V  | N  | V  | N  | V  | N  | V  | P  | V  | V  | V  | N  | N  | P  | V  |
| Posizione | 5 | 4 | 11 | 8 | 2 | 2 | 1 | 2 | 1 | 2  | 2  | 2  | 1  | 3  | 4  | 6  | 4  | 4  | 4  | 4  | 4  | 4  | 3  | 4  | 4  | 3  | 3  | 3  | 3  | 3  | 3  | 3  | 3  | 3  |

Legenda:

Luogo: C = Casa; T = Trasferta. Risultato: V = Vittoria; N = Pareggio; P = Sconfitta.

### Statistiche dei giocatori
!! colspan="4" | Totale

| Giocatore     | 2. Bundesliga | 2. Bundesliga | 2. Bundesliga | 2. Bundesliga | Coppa di Germania L. Aidoo | Coppa di Germania L. Aidoo | Coppa di Germania L. Aidoo | Coppa di Germania L. Aidoo | 14       | 0    | 3           | 0          | 1 | 0 | 1 | 0 | 15 | 0 | 4 | 0 |
| Giocatore     | Presenze      | Reti          | Ammonizioni   | Espulsioni    | Presenze                   | Reti                       | Ammonizioni                | Espulsioni                 | Presenze | Reti | Ammonizioni | Espulsioni |   |   |   |   |    |   |   |   |
| T. Bandrowski | 21            | 0             | 1             | 0             | 1                          | 0                          | 0                          | 0                          | 22       | 0    | 1           | 0          |   |   |   |   |    |   |   |   |
| S. Baumgart   | 14            | 0             | 3             | 0             | 0                          | 0                          | 0                          | 0                          | 14       | 0    | 3           | 0          |   |   |   |   |    |   |   |   |
| G. Berhalter  | 31            | 3             | 6             | 0             | 1                          | 0                          | 0                          | 0                          | 32       | 3    | 6           | 0          |   |   |   |   |    |   |   |   |
| G. Berntsen   | 0             | 0             | 0             | 0             | 0                          | 0                          | 0                          | 0                          | 0        | 0    | 0           | 0          |   |   |   |   |    |   |   |   |
| M. Dworrak    | 13            | 1             | 0             | 0             | 1                          | 0                          | 0                          | 0                          | 14       | 1    | 0           | 0          |   |   |   |   |    |   |   |   |
| D. Frahn      | 1             | 0             | 0             | 0             | 0                          | 0                          | 0                          | 0                          | 1        | 0    | 0           | 0          |   |   |   |   |    |   |   |   |
| D. Gunkel     | 21            | 3             | 7             | 0             | 0                          | 0                          | 0                          | 0                          | 21       | 3    | 7           | 0          |   |   |   |   |    |   |   |   |
| D. Gómez      | 17            | 1             | 0             | 1             | 1                          | 1                          | 0                          | 0                          | 18       | 2    | 0           | 1          |   |   |   |   |    |   |   |   |
| M. Hyský      | 19            | 0             | 3             | 0             | 1                          | 0                          | 0                          | 0                          | 20       | 0    | 3           | 0          |   |   |   |   |    |   |   |   |
| L. Jungnickel | 26            | 4             | 4             | 1             | 2                          | 0                          | 0                          | 0                          | 28       | 4    | 4           | 1          |   |   |   |   |    |   |   |   |
| F. Kioyo      | 26            | 8             | 6             | 0             | 2                          | 1                          | 0                          | 0                          | 28       | 9    | 6           | 0          |   |   |   |   |    |   |   |   |
| K. McKenna    | 34            | 9             | 4             | 0             | 2                          | 0                          | 1                          | 0                          | 36       | 9    | 5           | 0          |   |   |   |   |    |   |   |   |
| T. Piplica    | 34            | 0             | 3             | 0             | 2                          | 0                          | 1                          | 0                          | 36       | 0    | 4           | 0          |   |   |   |   |    |   |   |   |
| S. Radu       | 33            | 12            | 5             | 0             | 2                          | 1                          | 1                          | 0                          | 35       | 13   | 6           | 0          |   |   |   |   |    |   |   |   |
| T. Rost       | 28            | 2             | 5             | 0             | 1                          | 0                          | 0                          | 1                          | 29       | 2    | 5           | 1          |   |   |   |   |    |   |   |   |
| S. Schuppan   | 22            | 0             | 2             | 1             | 2                          | 0                          | 1                          | 0                          | 24       | 0    | 3           | 1          |   |   |   |   |    |   |   |   |
| B. Schöckel   | 8             | 0             | 2             | 0             | 1                          | 0                          | 0                          | 0                          | 9        | 0    | 2           | 0          |   |   |   |   |    |   |   |   |
| S. Sidney     | 28            | 0             | 8             | 0             | 1                          | 0                          | 0                          | 0                          | 29       | 0    | 8           | 0          |   |   |   |   |    |   |   |   |
| V. Silva      | 31            | 4             | 9             | 1             | 2                          | 0                          | 2                          | 0                          | 33       | 4    | 11          | 1          |   |   |   |   |    |   |   |   |
| Z. Szélesi    | 15            | 0             | 2             | 0             | 2                          | 0                          | 1                          | 0                          | 17       | 0    | 3           | 0          |   |   |   |   |    |   |   |   |
| A. Thoms      | 0             | 0             | 0             | 0             | 0                          | 0                          | 0                          | 0                          | 0        | 0    | 0           | 0          |   |   |   |   |    |   |   |   |
| D. Ziebig     | 15            | 1             | 5             | 0             | 0                          | 0                          | 0                          | 0                          | 15       | 1    | 5           | 0          |   |   |   |   |    |   |   |   |
| K. Şahin      | 18            | 1             | 2             | 1             | 2                          | 0                          | 0                          | 0                          | 20       | 1    | 2           | 1          |   |   |   |   |    |   |   |   |